# Seiko 9500
Seiko 9500 (9500) је био професионални рачунар фирме Сеико (Seiko) који је почео да се производи у Јапану од 1983. године.
Користио је Intel 8086 као микропроцесор. RAM меморија рачунара је имала капацитет од 256 KB (до 512 KB). 
Као оперативни систем кориштен је iRMX/86.

## Детаљни подаци
Детаљнији подаци о рачунару 9500 су дати у табели испод.
|                       |                                                                                           |
| [ 1 ]                 |                                                                                           |
| Произвођач            | Сеико                                                                                     |
| Тип                   | професионални рачунар                                                                     |
| Меморија              | 256 (до 512 KB)                                                                           |
| Поријекло             | Јапан                                                                                     |
| Година                | 1983                                                                                      |
| Тастатура             | Тастатура са пуним помаком тастера са нумеричком тастатуром, едит и функцијским тастерима |
| Процесор              |                                                                                           |
| Фреквенција процесора |                                                                                           |
| RAM                   | 256 (до 512 KB)                                                                           |
| ROM                   | непознато                                                                                 |
| Текст                 | непознато                                                                                 |
| Графика               | 512 x 480                                                                                 |
| Боја                  | 8 боја                                                                                    |
| Звук                  | непознато                                                                                 |
| Димензије             | 28 (ширина) x 28 (дубина) x 12 (висина)                                                   |
| Портови               |                                                                                           |
| Оперативни систем     |                                                                                           |